# Muziekvereniging Wilhelmina Glanerbrug
Muziekvereniging Wilhelmina Glanerbrug werd in 1901 opgericht als een van de vier muziekgezelschappen in het Grensdorp Glanerbrug behorende tot de gemeente Enschede.
Thans is de vereniging het enige harmoniegezelschap dat Glanerbrug rijk is.

## Geschiedenis

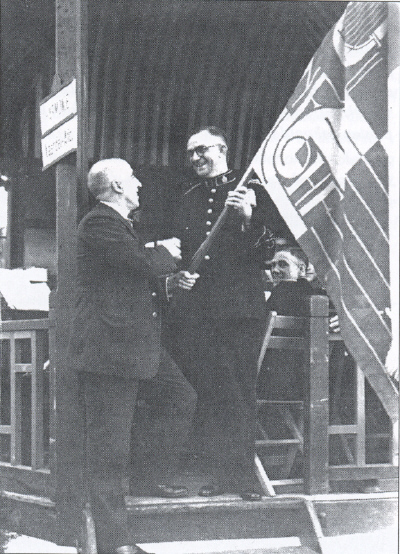
Dirigent Jan van Veen neemt namens Wilhelmina het eerste vaandel uitgereikt in de Vaandelafdeling in ontvangst

De vereniging werd op 15 oktober 1901 opgericht in het Blauwe Kerkje in Glanerbrug door een dertiental leden van een "jongemannenvereniging" van de kerk. Aanvankelijk luidde de naam van de vereniging "Excelsior", maar nadat koningin Wilhelmina een aanvraag om een geldelijke bijdrage waarmee instrumentarium aangeschaft kon worden positief had beantwoord, werd de naam gewijzigd in "Wilhelmina".
In 1912 sloot de vereniging zich aan bij de grootste muziekbond van Nederland, de Koninklijke Nederlandse Federatie van Muziekverenigingen (KNFM). Onder leiding van diverse dirigenten werd een steeds hoger niveau bereikt en de successen bleven dan ook niet uit.
In 1938 was de vereniging het eerste orkest in Nederland dat met zeer goed gevolg uitkwam in de toen ingestelde hoogste afdeling van de KNFM, de Vaandelafdeling, en daaraan verbonden mocht de vereniging het eerste vaandel in ontvangst nemen.
Deelname, met klinkende successen, aan vele federatieve concoursen volgde en resulteerde onder meer in een reeks van uitnodigingen om deel te nemen aan de jaarlijkse kampioenswedstrijden, het Topconcours van de KNFM. Het orkest wist deze kampioenschappen 5 keer winnend af te sluiten. In 1978 onder leiding van Hans Schippers, in de jaren tachtig drie keer achtereen onder leiding van Sef Pijpers en in 1992 onder leiding van Hennie Ramaekers.
In 1985 viel de vereniging de eer ten deel te worden uitgenodigd om aan de concertwedstrijden van het Wereld Muziek Concours te Kerkrade deel te nemen. Het hierbij behaalde resultaat was van dien aard dat tevens uitnodigingen volgden voor de daaropvolgende Wereld Muziek Concoursen van 1989, 1993 en 1997.
In 1988 werd de vereniging winnaar van het European Wind Band Festival in Kerkrade.
In 1995 werd door de KNFM een nieuwe hoogste afdeling ingesteld, de Concertafdeling. De geschiedenis herhaalde zich. Ook nu kwam "Wilhelmina"als eerste harmonieorkest uit in de nieuwe afdeling en mocht het een erediploma van de KNFM in ontvangst nemen wegens het behalen van het hoogste aantal punten in de Concertafdeling.
Helaas was de vereniging met de promotie naar de Concertafdeling wel automatisch uitgesloten van deelname aan de jaarlijkse Topconcoursen van de KNFM.
In 1998 en in 2003 werd het predicaat "Zeer Goed" behaald in de Concertafdeling tijdens het KNFM concours in de concertzaal van het Muziekcentrum te Enschede. Het laatst behaalde resultaat, 96 punten, was aanleiding om de "A.J.F. Hoes-Trofee" in ontvangst te mogen nemen voor wederom het hoogst behaalde aantal punten in de Concertafdeling. In december 2008 werd nogmaals hetzelfde predicaat behaald in de Concertafdeling en werd het puntenaantal geëvenaard, ditmaal onder leiding van dirigent Fried Dobbelstein.
Op dit zelfde concours werd in november 2023 onder leiding van dirigent Fried Dobbelstein het puntenaantal verbeterd: 97 punten in de Concertafdeling met wederom het predicaat "Zeer Goed".

## Dirigenten
- 1901-1921 Alle Hendriks Ruiter
- 1921-1961 Jan van Veen
- 1961-1972 Nico Künz
- 1972-1978 Ton Kotter
- 1977-1980 Jan Vlaswinkel
- 1980-1984 Aalko Flink
- 1984-1991 Sef Pijpers sr.
- 1991-2007 Hennie Ramaekers (eredirigent)
- 2007-heden Fried Dobbelstein

## Boek
Muziekvereniging Wilhelmina Glanerbrug - Een eeuw muziek ; B. Menkveld en A. Meijer-Stuivenberg. ISBN 90-5512-129-0 NGUI 480